# Bożena Modnicka
Bożena Modnicka, z d. Cholewińska (ur. 17 września 1950 w Jaworznie) – polska siatkarka, mistrzyni i reprezentantka Polski, medalistka mistrzostw Europy juniorek (1969) i seniorek (1971).

## Kariera sportowa
Jej pierwszym klubem była Victoria Jaworzno, od 1968 do 1971 występowała w Baildonie Katowice. Od 1971 występowała w Płomieniu Milowice, z którym sięgnęła po największe sukcesy – cztery tytuły mistrzyni Polski (1974, 1975, 1979, 1980), a także brązowy medal mistrzostw Polski w 1978. Od 1980 do 1983 występowała we Włoszech, w zespole Aurora Giarratana.
W 1969 zdobyła brązowy medal mistrzostw Europy juniorek. W reprezentacji Polski seniorek debiutowała 16 maja 1970 w towarzyskim spotkaniu z Holandią. Jej największym sukcesem w karierze reprezentacyjnej był brązowy medal mistrzostw Europy w 1971. Wystąpiła także na mistrzostwach świata w 1974 (9. miejsce) i 1978 (11. miejsce) oraz mistrzostwach Europy w 1977 (4. miejsce) i 1979 (8. miejsce). Na tej ostatniej imprezie ostatni raz wystąpiła w drużynie narodowej – 13 października 1979 w meczu z Czechosłowacją. Łącznie w I reprezentacji wystąpiła w 157 spotkaniach, w tym 136 oficjalnych.
Siatkarzem jest także jej syn – Dawid Modnicki.